# 明里
明里（あけさと、生没年不詳）は、江戸時代末期（幕末）の女性。新選組総長・山南敬助の恋人。
以下の記述は、昭和になって子母澤寛が八木為三郎（新選組が屯所としていた八木家の子息）からの証言を元に書き記されたとされる『新選組遺聞』を元に解説する。

## 生涯
京都島原の天神（芸妓の位）で、新選組総長・山南敬助の馴染みだった。21から22歳ぐらいで、武家の妻といった感じの上品な感じの女性だった。島原から身を退いて里で暮らしていた。
元治2年（1865年）2月23日に山南は罪を受けて切腹することになり、屯所の壬生前川家の一室で控えていた。為三郎が様子を見に門を出ると、明里が大急ぎで前を通り過ぎ、山南の名を呼びながら前川家の西の出窓をしきりに叩いた。格子戸の障子が開いて山南が顔を出し、明里は格子を掴んで泣き崩れた。山南は淋しげな眼で明里を見つめ、20、30分ほど言葉を交わした。そのうち人が来て明里を連れ去ろうとするが、明里は格子を掴んで離れようとしなかった。それを見ていた山南はすっと障子を閉じてしまった。泣きながら去ってゆく明里の姿を為三郎は見ている。それから程無く山南は切腹した。
「格子戸の別れ」として有名な場面だが、子母澤の新選組物は創作が多く入っているとされ、新選組幹部の永倉新八が書き残した山南の切腹についての記録には明里の名は出てこない。このため明里のエピソードは創作ではないかと考えられている。